# Viktorija Olijnyk
Viktorija Olijnyk (ukrainska: Вікторія Олійник), född 2 mars 2000 i Ukraina, är en volleybollspelare (passare).
Olijnyk har spelat med Ukrainas landslag samt med klubbar i Ukraina och Ungern.